# حیدر نجف اوغلو حسینف
حیدر نجف اوغلو حسینف (به ترکی آذربایجانی: Heydər Hüseynov) (۱۹۰۸–۱۹۵۰) شخصیت دانشگاهی و فیلسوف اهل جمهوری آذربایجان بود.

## فعالیت‌ها و مناصب
- یکی از بنیادگذاران و عضو فعال آکادمی علوم آذربایجان (۱۹۴۵)
- معاون رئیس (۱۹۴۵)، و رئیس دپارتمان علوم اجتماعی آکادمی علوم آذربایجان (۱۹۴۵–۱۹۵۰)
- مدیر گروه دانشگاه دولتی آذربایجان (۱۹۴۳–۱۹۴۵)
- مدیر مؤسسه تاریخ حزب کمونیست در کمیته مرکزی حزب کمونیست آذربایجان (۱۹۴۵–۱۹۵۰)
- او بنیادگذار مدرسه ترجمه آذربایجان و اولین گردآورنده فرهنگ‌های آذربایجان – روسی و روسی- آذربایجانی
- دو باربرنده جایزه دولت از اتحاد جماهیر شوروی (۱۹۴۸–۱۹۵۰)